# 普羅薩山
46°33′43″N 8°34′53″E / 46.562042°N 8.581319°E

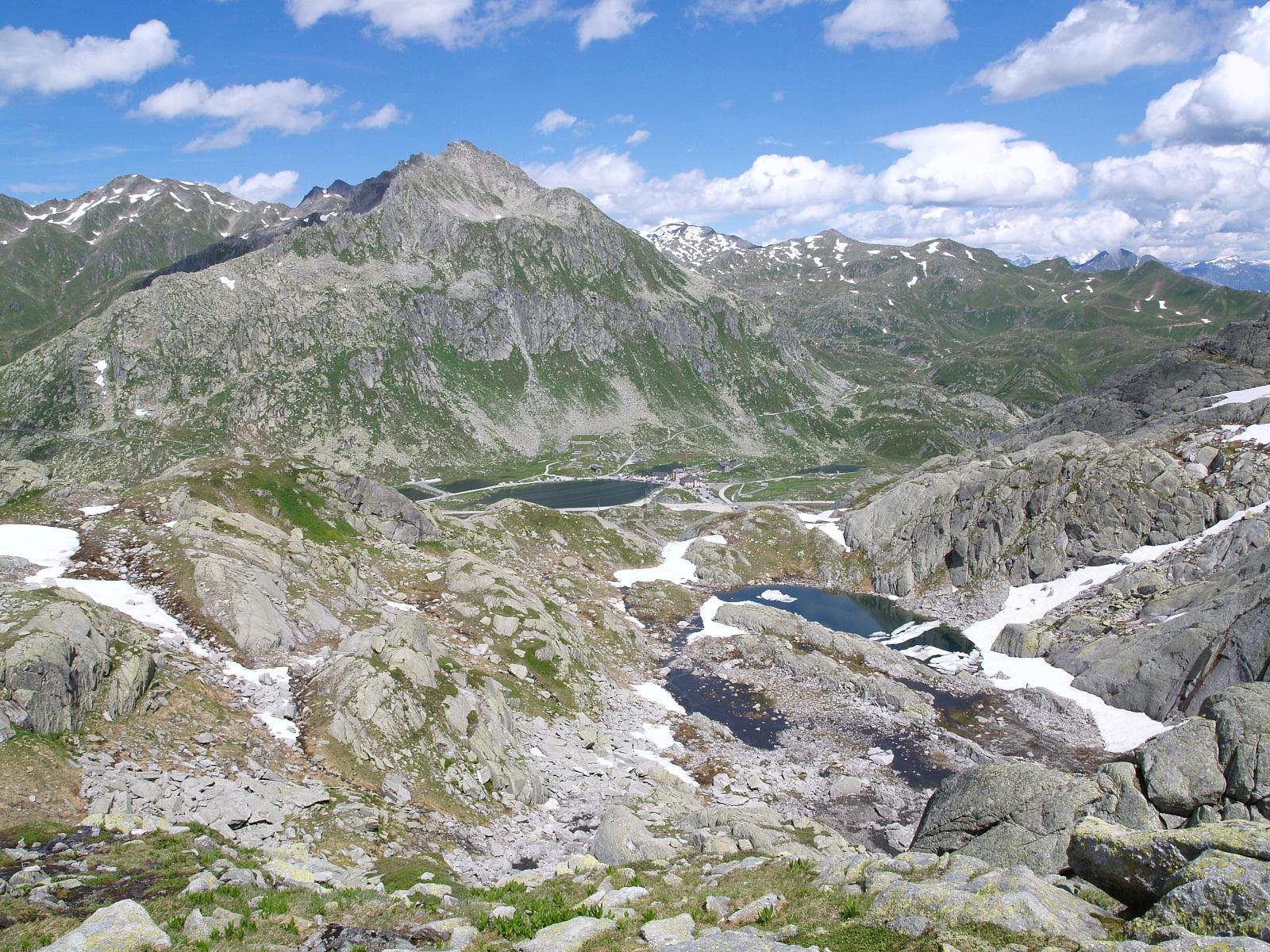

普羅薩山（Monte Prosa），是瑞士的山峰，位於該國南部，由提契諾州負責管轄，屬於勒蓬廷山的一部分，處於伯爾尼以東100公里，海拔高度2,737米，每年平均降雨量2,385毫米。